# فيكتور أفيلا
فيكتور أفيلا (بالإسبانية: Víctor Ávila)‏ (27 مارس 1977 في المكسيك - ) هو لاعب كرة سلة مكسيكي في مركز الوسط. لعب مع San Diego Wildfire ‏.

## وصلات خارجية
- فيكتور أفيلا على موقع الاتحاد الدولي لكرة السلة (الإنجليزية)
- فيكتور أفيلا على موقع كرة السلة الأوروبية.كوم (الإنجليزية)
- فيكتور أفيلا على موقع كلية كرة السلة في سبورتس رفرنس.كوم (الإنجليزية)
- فيكتور أفيلا على موقع ريلجم (الإنجليزية)
- فيكتور أفيلا على موقع بروبوليرز (الإنجليزية)
- فيكتور أفيلا على موقع سبورتس رفرنس (الإنجليزية)